# フランスの100mm艦砲
本項では、フランスの100mm艦砲について解説する。

## Mle.53/64
第二次世界大戦直後のフランス海軍は、アメリカ製のMk 12 5インチ砲と互換性のあるMle.48 5インチ連装砲と、スウェーデン製のMle.51 57ミリ連装砲を使用していた。しかし、これらの艦砲の多くは更新を必要としており、また、補給上も口径の統一が望ましかった。このことからフランス海軍は、単一の両用砲システムによってこの両者を同時に代替することを計画しはじめた。当初は、ドイツ海軍が備蓄していた弾薬を流用できることから105ミリ口径が検討されたものの、まもなく100ミリ口径に変更された。
この決定に基づいて1953年より開発が開始され、最初のモデルであるModèle 53が開発された。1958年よりル・コルス級フリゲートの1隻である「ル・ブレストワ」（F762）において、1961年よりコマンダン・リヴィエル級フリゲートの1隻である「ヴィクトル・シュルシェール」（F725）において実艦での運用試験が開始された。
Mle.53は、フランスが初めて開発した自動砲であったが、初弾については手動で装填する必要があった。初弾を発砲したのち、次弾以降は反動利用によって自動で装填され、60発/分の発射速度を発揮することができた。Mle.53はアナログ式の射撃指揮装置と連接されていたが、射撃指揮装置を改良するとともに発射速度を向上（78発/分）させたModèle 64も開発・配備された。

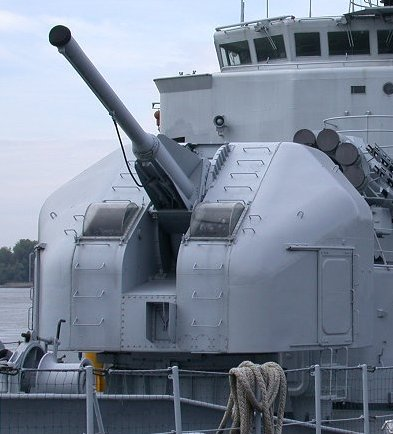
Modèle 53
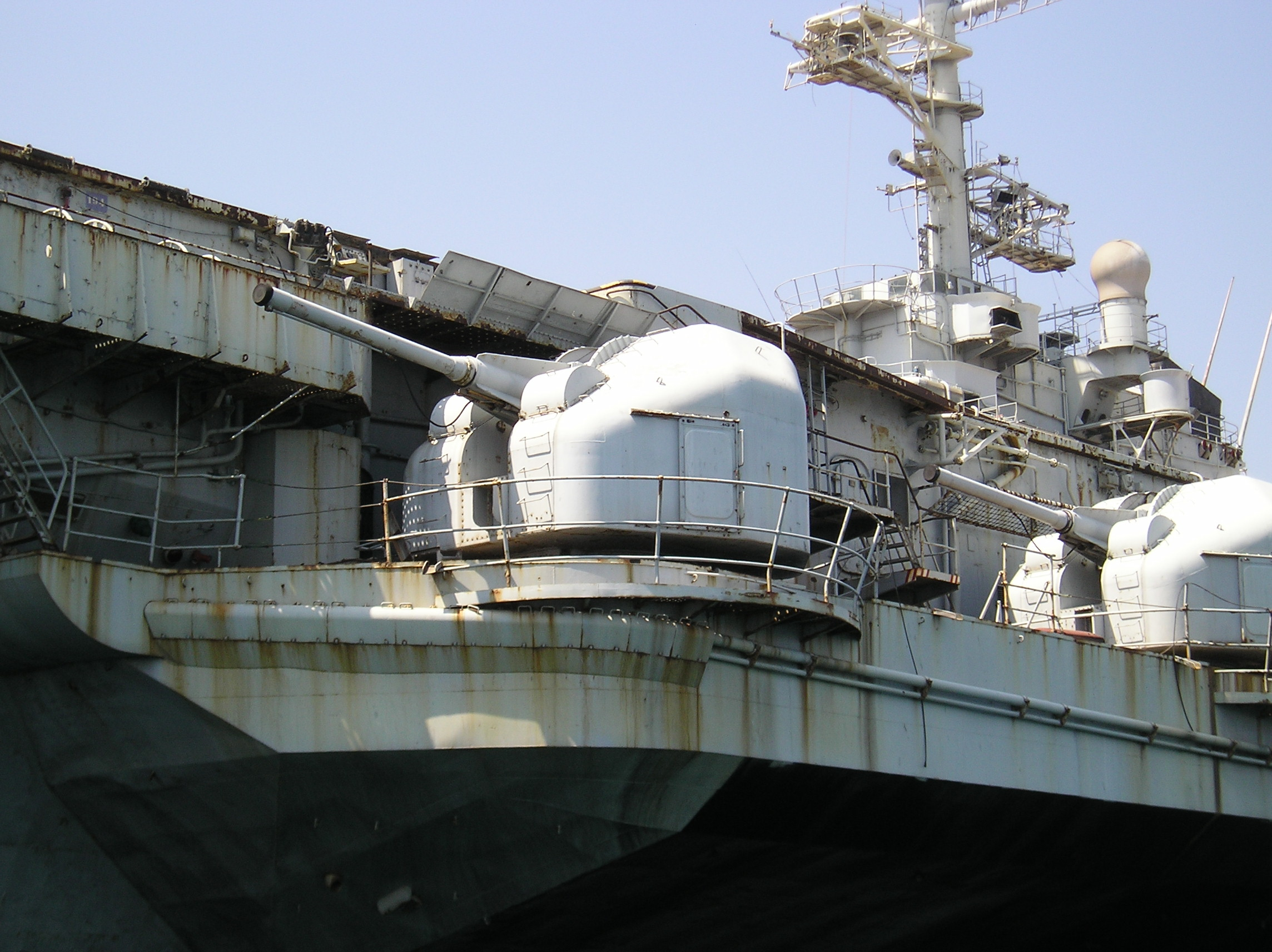
Modèle 64

## Mle.68
Mle 53/64をもとに、完全自動砲として開発されたのがModèle 68である。Mle.68の給弾機構は35発の即応弾と甲板下の弾庫を有し、弾庫には弾薬手が配置されているが、砲塔内は無人となっている。ただし、必要に応じて2名の砲員による砲側射撃も可能である。当初はアナログ式の射撃指揮装置と連接されていたが、1970年より配備されたModèle 68-IIではデジタル化された。
また、Mle.68-IIは継続的な改良を受けており、CADAM（Cadence Améliorée：発射速度改善）改修においては発射速度を78発/分に向上させた。さらに、ラファイエット級フリゲートに搭載されたMle.100TRにおいては、信頼性を向上させるとともに、ステルス性に配慮した新設計の砲塔を採用している。

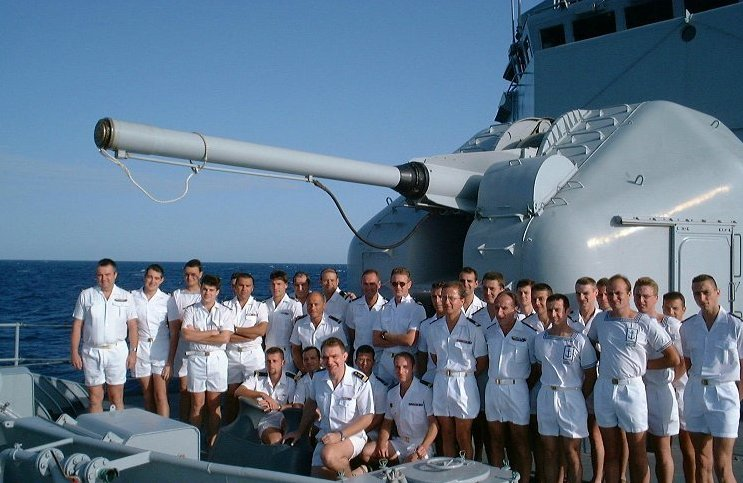
Modèle 68
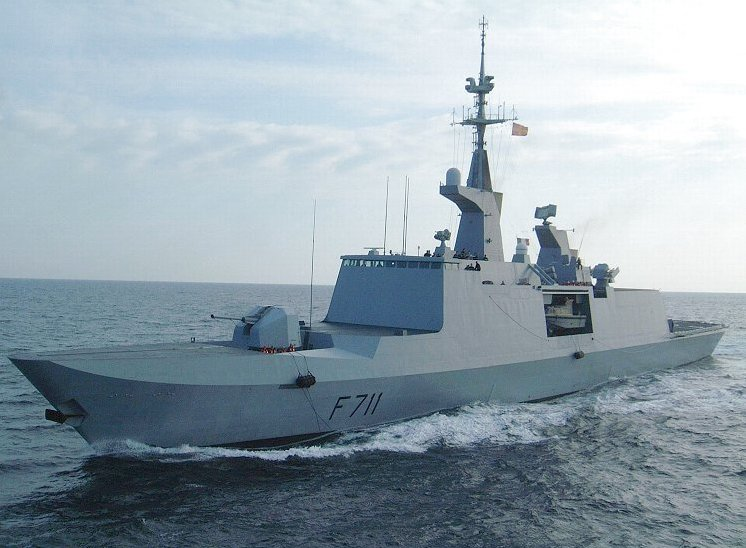
「シュルクーフ」に搭載されたModèle 100 TR

|          | AGS       | H/PJ-45  | A-192M     | Mk45 Mod 4 | 127mm/54C  | Mk8 Mod 1  | Mle.68   | 76mm C/SR                   | Mk110      |
| -------- | --------- | -------- | ---------- | ---------- | ---------- | ---------- | -------- | --------------------------- | ---------- |
| 砲身数   | 単装      | 単装     | 単装       | 単装       | 単装       | 単装       | 単装     | 単装                        | 単装       |
| 口径     | 155 mm    | 130 mm   | 130 mm     | 127 mm     | 127 mm     | 113 mm     | 100 mm   | 76 mm                       | 57 mm      |
| 砲身長   | 62口径    | 70口径   | 70口径     | 62口径     | 54口径     | 55口径     | 55口径   | 62口径                      | 70口径     |
| 重量     | 106 t     | 50 t     | 24 t       | 28.924 t   | 37.5 t     | 26.4 t     | 22 t     | 12 t                        | 7.5 t      |
| 要員数   | 完全自動  | 不明     | 5名以下    | 6名        | 2-8名      | 給弾手2名  | 無人     | 給弾手3名                   | 完全自動   |
| 仰俯範囲 | +70°/ -5° | 不明     | +80°/ -15° | +65°/ -15° | +83°/ -15° | +55°/ -10° | +29°     | +85°/ -15°                  | +77°/ -10° |
| 旋回範囲 | 全周      | 不明     | 不明       | 340°       | 330°       | 340°       | 40°      | 全周                        | 全周       |
| 発射速度 | 10発/分   | 40発/分  | 30発/分    | 16-20発/分 | 45発/分    | 25発/分    | 78発/分  | 80発/分（C） 120発/分（SR） | 220発/分   |
| 冷却方式 | 水冷      | 水冷     | 不明       | 空冷       | 水冷       | 空冷       | 水冷     | 水冷                        | 水冷       |
| 最大射程 | 118,000 m | 29,500 m | 23,000 m   | 37,000 m   | 23,000 m   | 21,950 m   | 17,000 m | 18,400 m                    | 21,000 m   |

## コンパクト砲
1977年、クルーゾー・ロワール社は、新しく軽量の100ミリ砲の開発に着手した。これは、90発/分の発射速度を有する一方で、砲塔全重量は17トンに抑えられていた。試作砲は1981年に試験に入り、量産型はコンパクト砲として1983年より生産に入った。
本砲は優れた性能を有するものの、フランス海軍はMle.68シリーズの性能に満足していることから、最終的に採用されなかった。
輸出市場においても、既に優れた中口径砲であるイタリア製の76mm砲および127mm砲、アメリカ製のMk 45 5インチ砲に席巻されていたことから成約は伸び悩んでいたものの、マレーシアやサウジアラビアにおいて採用された。また、1980年代後半より中国海軍が採用しはじめており、713研究所による山寨版である87式55口径100mm単装砲（H/PJ-87）は、1990年代後半以降に建造された全ての駆逐艦に搭載されている。

## 搭載艦艇
フランス海軍
- クレマンソー級航空母艦
- ジャンヌ・ダルク
- 防空巡洋艦「コルベール」（後日装備）
- シュルクーフ級駆逐艦（対潜型改修艦のみ後日装備）
- デュプレ級駆逐艦（1番艦のみ後日装備）
- ラ・ガリソニエール
- アコニト
- シュフラン級駆逐艦
- トゥールヴィル級駆逐艦
- ジョルジュ・レイグ級駆逐艦
- カサール級駆逐艦
- コマンダン・リヴィエル級フリゲート
- デスティエンヌ・ドルヴ級通報艦
- フロレアル級フリゲート
- ラファイエット級フリゲート

 アルゼンチン海軍
- ドゥルモン級コルベット

 ウルグアイ海軍
- コマンダン・リヴィエル級フリゲート（旧：フランス海軍艦）
- ジョアン・ベーロ級フリゲート（旧：ポルトガル海軍艦）

 サウジアラビア海軍
- アル・マディーナ級フリゲート

 中国人民解放軍海軍
- 広州級駆逐艦（052B型）
- 蘭州級駆逐艦（052C型）
- 瀋陽級駆逐艦（051C型）
- 江滬II型フリゲート（053H1Q型）
- 江凱I型フリゲート（054型）

 ドイツ海軍
- ハンブルク級駆逐艦
- ケルン級フリゲート
- ドイッチュラント
- ライン級支援母艦

 トルコ海軍
- ケルン級フリゲート（旧：ドイツ海軍艦）
- B級コルベット（旧：フランス海軍艦）

 ブラジル海軍
- 航空母艦「サン・パウロ」（旧：フランス海軍艦）

 ブルガリア海軍
- ウィーリンゲン級フリゲート（旧：ベルギー海軍艦）

 ベルギー海軍
- ウィーリンゲン級フリゲート

 ポルトガル海軍
- ジョアン・ベーロ級フリゲート
- ヴァスコ・ダ・ガマ級フリゲート
- バッティスタ・デ・アンドラーデ級コルベット

 マレーシア海軍
- カスツーリ級フリゲート